# Partido Obrero de Unificación Marxista
El Partido Obrero de Unificación Marxista (en catalán: Partit Obrer d'Unificació Marxista, abreviado POUM) fue un partido marxista español fundado en 1935 que surgió como fusión de los partidos ICE y BOC escindidos anteriormente del PCE debido a su descontento con la ideología patriótico-popular, antirrevisionista y estalinista del marxismo que promovía dicho partido político.
Autodefinido como "marxista revolucionario" en oposición a las ideas de Stalin e inspirados en la Oposición de izquierda y Oposición de derecha, fue cercano al comunismo de izquierda y, en un principio, al trotskismo. Su organización juvenil fue la Juventud Comunista Ibérica (JCI).

## Los inicios del POUM (septiembre de 1935-julio de 1936)

### La fundación del POUM
El POUM nace en Barcelona el 29 de septiembre de 1935 en un período crucial de la Segunda República, el comprendido entre el movimiento revolucionario de octubre de 1934 y la sublevación militar del 18 de julio de 1936 que causó el inicio de la 
guerra civil.
El POUM era resultado de la unificación de la Izquierda Comunista de España (ICE) con el Bloque Obrero y Campesino (BOC). La ICE era un partido de origen trotskista que había roto con Trotski antes de 1935. Había sido fundado por Andreu Nin y por Juan Andrade. Nin y la mayor parte de los militantes de la ICE pretendían crear un partido unificado marxista revolucionario que fuese el partido marxista del proletariado por la fusión de los diversos partidos marxistas españoles, en vez de seguir la consigna de Trotski de realizar "entrismo" en el PSOE para apoyar a la facción izquierdista y "bolchevizar" el partido. El BOC era un partido comunista implantado sobre todo en Cataluña. Su máximo dirigente era Joaquín Maurín. Maurín ya había sido el dirigente de la Federación Comunista Catalano-Balear, federación territorial del PCE escindida de este partido.

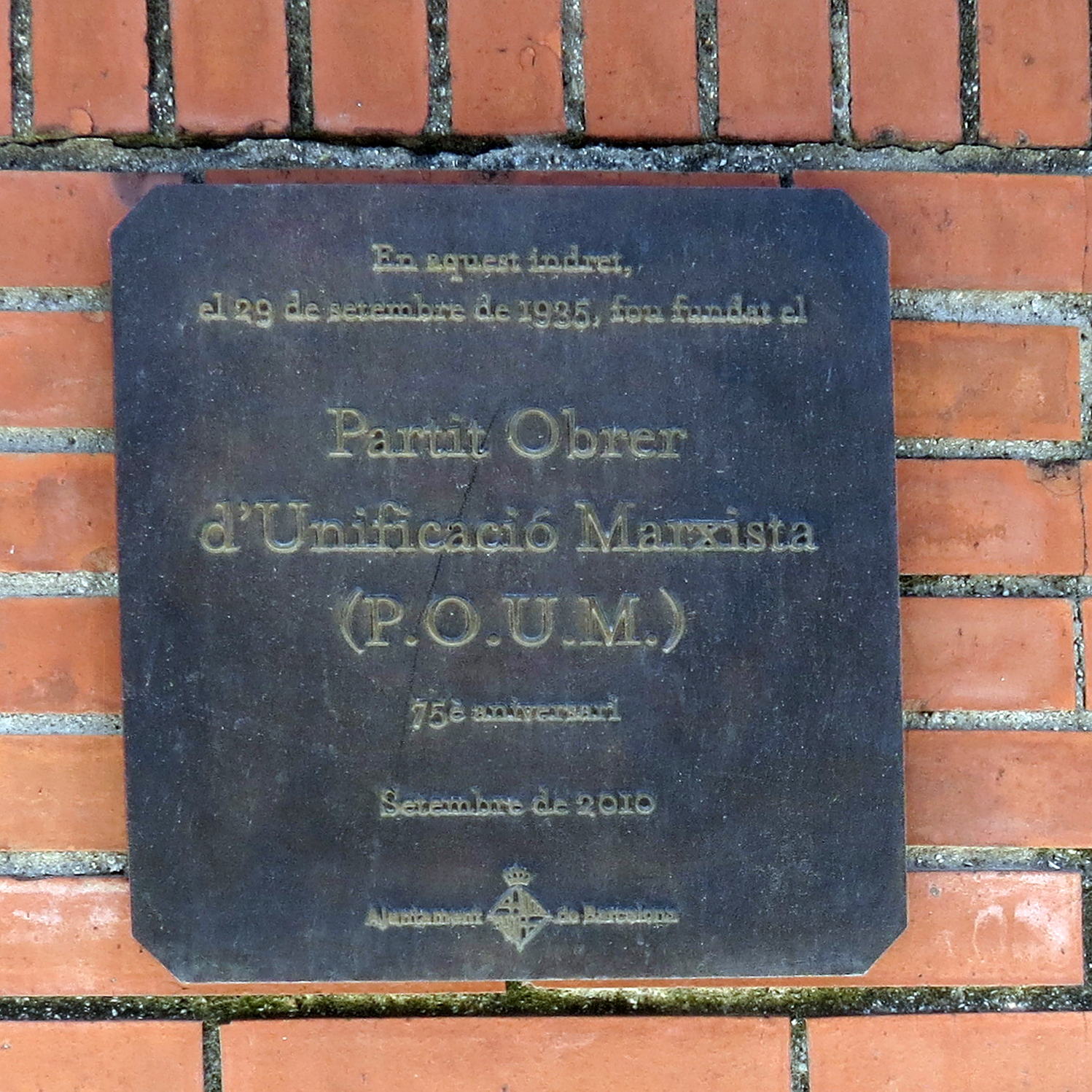
Placa en el lugar donde se fundó el POUM, en la calle Montserrat de Casanovas

A pesar de la diferencia numérica de militantes entre los dos partidos (unos 500 de la ICE frente a 5.000 del BOC), la fusión en el POUM fue en igualdad de condiciones entre ambos. Nin y Maurín pasaron a ser los grandes "líderes carismáticos" del POUM.
La mayor implantación del POUM estuvo en Cataluña (gracias a los militantes aportados por el BOC) y en Valencia, aunque tenía una implantación minoritaria en Madrid y una presencia testimonial en otras partes de España como Extremadura, Asturias y el País Vasco. 
Ambas organizaciones fundadoras del POUM eran facciones discrepantes del Partido Comunista de España y de la Internacional Comunista (Komintern). Su heterodoxia dentro del comunismo les hizo quedar marginados y enemistados con una Komintern disciplinada a la dirigencia de la URSS.

#### El programa y la organización del POUM
El POUM criticó lo que consideraron la degeneración burocrática y totalitaria de la revolución rusa de la mano de Stalin. Fue el único partido que condenó los Procesos de Moscú en su periódico La Batalla.

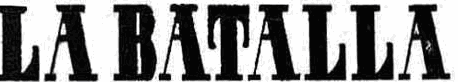
Cabecera de La Batalla, órgano del POUM

Siendo por definición un partido marxista revolucionario, en el POUM había una pluralidad de tendencias internas. Aparte de los extrotskistas de la ICE, muy minoritarios, del BOC llegaron comunistas opuestos a la "burocratización" y a la línea del PCE y de la Komintern. También el BOC aportó catalanistas de extrema izquierda (Josep Rovira i Canals) y sindicalistas revolucionarios (como el mismo Maurín).

#### El POUM y las nacionalidades oprimidas
Según las tesis del POUM, el proletariado solo puede tener una actitud: sostener activamente el derecho indiscutible de los pueblos a disponer libremente de sus destinos y a constituirse en estado independiente, si esta es su voluntad. Esto no significaba que no apostaran por estar unidos los trabajadores de las diferentes naciones del Estado, pero consideraban que el reconocimiento del derecho indiscutible de los pueblos a disponer de sus destinos, de un lado, y la lucha común de los obreros de todas las naciones del Estado, del otro lado, constituyen la premisa indispensable de la futura confederación de pueblos libres.

### El POUM y el Frente Popular
Aun siendo un partido marxista revolucionario y considerando que, en 1935, el dilema político en España no era entre apoyar o atacar la República democrática y liberal, sino entre el socialismo y el fascismo, el POUM fue uno de los partidos firmantes del pacto electoral del Frente Popular a comienzos de 1936. Esto se justificó porque el programa del Frente Popular, aun cuando limitándose a proponer ciertas reformas económicas que no suponían ruptura alguna con el capitalismo, incluía la amnistía para los que hubieran participado en el movimiento revolucionario de octubre de 1934, y porque ni el PCE ni el PSOE aceptaron una coalición electoral socialista que excluyera a los partidos republicanos "burgueses".
En las elecciones de febrero de 1936, Joaquín Maurín, secretario general del POUM, fue elegido diputado para las Cortes de la República Española. En sus discursos parlamentarios, Maurín denunció que el gran peligro contra la República no era el movimiento huelguista y de ocupación de tierras de la primavera de 1936, sino la conspiración militar que se estaba organizando y la violencia política derechista. Maurín, además, acusó al gobierno de republicanos de izquierda de pasividad frente a los militares y la derecha.[cita requerida]

## El POUM durante la Guerra Civil (1936-1939)

### El POUM en la Revolución Española
El inicio de la Guerra Civil sorprendió a Joaquín Maurín en Galicia, organizando la sección gallega del POUM. En Barcelona, se le creyó inicialmente muerto por los rebeldes, con lo que Andreu Nin pasó a ser secretario ejecutivo (rechazó el puesto de secretario general para honrar la memoria de Maurín).
El POUM defendió la revolución colectivizadora desarrollada en Cataluña desde el 19 de julio de 1936. Nin, que fue consejero de Justicia de la Generalidad de Cataluña, consideraba que la guerra y la revolución estaban intrínsecamente unidas.
Sin embargo, el POUM empieza a representar un problema para el gobierno de la República a causa de la presión comunista.
En primer lugar, su enemistad con Moscú compromete las relaciones de la República con su principal proveedor de armas y suministros en la guerra: la Unión Soviética. De hecho, la posición de fuerza de Stalin hace que finalmente el POUM sea desalojado, con la oposición de la CNT, del gobierno que compartió con las demás fuerzas de izquierda desde el inicio de la contienda en julio de 1936.

### Los "Hechos de Mayo" de Barcelona (1937)

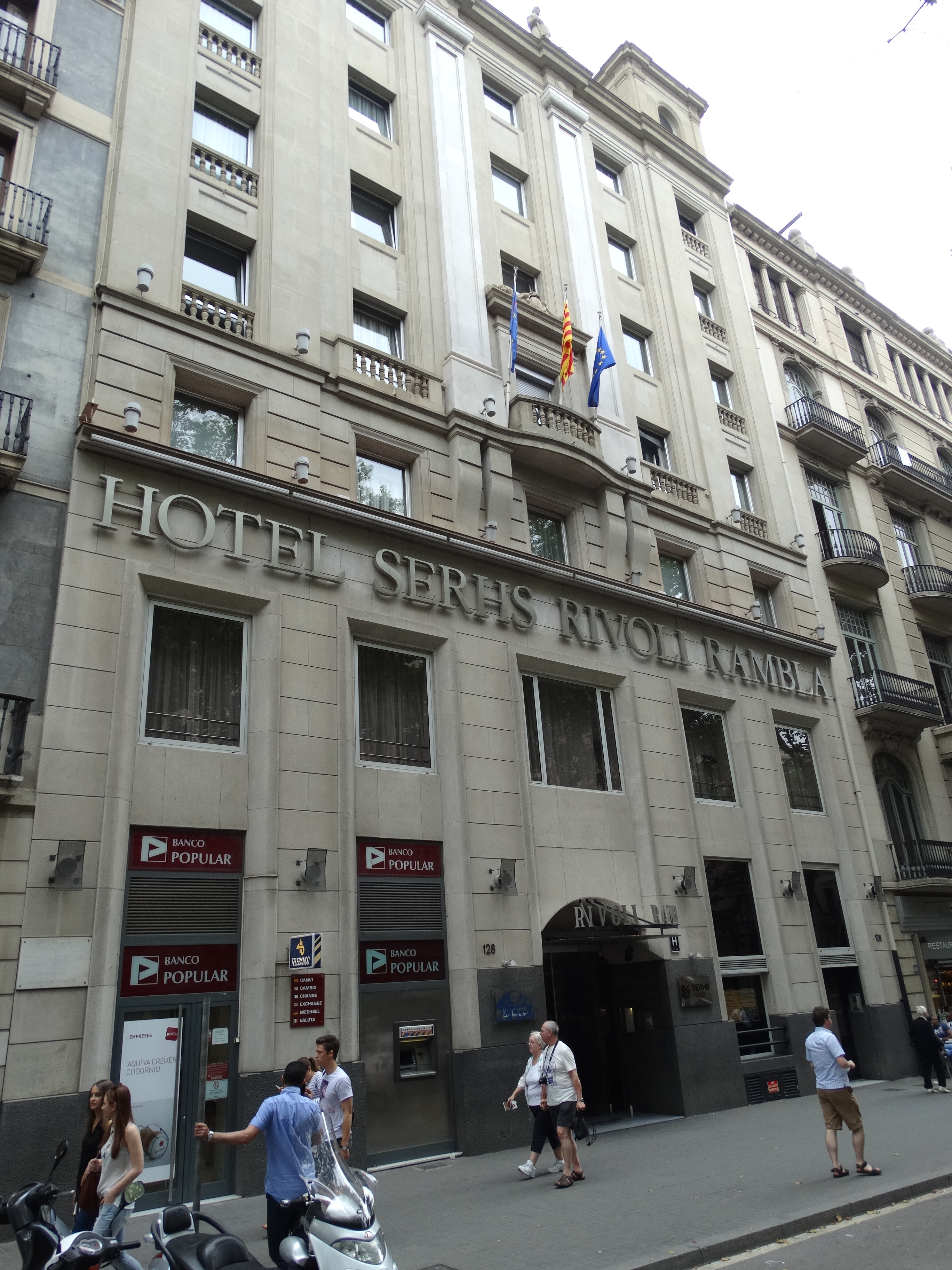
Hotel Rivoli Rambla, antiguamente el cuartel general del POUM en Barcelona.

El 3 de mayo de 1937 la escalada de tensión entre el Gobierno republicano y los anarcosindicalistas llegó a su punto culminante en Barcelona. La Policía, con 200 hombres, trató de hacerse por la fuerza con el edificio de la central telefónica, situada en la Plaza de Cataluña,  que desde el inicio de la guerra y en virtud del Decreto de Colectivización estaba en manos de la CNT. Después de meses de humillaciones y subsiguientes claudicaciones del sindicato, algunos sectores de la CNT deciden resistir el asalto, temiendo que ese fuese solo el principio de acciones en su contra aún más expeditivas por parte de las autoridades republicanas. Se temieron asaltos a otros edificios de la CNT y rápidamente se distribuyeron armas para defenderlos. La noticia corrió como la pólvora y se levantaron barricadas por toda la ciudad. Es lo que se conoce como las Jornadas de Mayo.
El POUM se unirá a los anarquistas, manteniendo contactos con la Agrupación de los Amigos de Durruti. El 8 de mayo acabaron las hostilidades.

### La represión del gobierno de Negrín contra el POUM (1937-1938)
Tras los sucesos de mayo, los comunistas se hicieron con el control de la República,[cita requerida] que a su vez fue recuperando el poder perdido en las regiones donde los anarquistas eran predominantes. La represión contra éstos no se produjo hasta más adelante, con la disolución del Consejo Regional de Defensa de Aragón, ya que el movimiento anarquista todavía gozaba de un gran apoyo popular y de una enorme militancia. Sin embargo, sí actuaron contra el POUM, que también se había mostrado partidario de unir la revolución y la guerra, pero no era una organización tan numerosa como la CNT. Los comunistas exigieron la ilegalización del POUM y se procedió a detener a sus dirigentes y a sus miembros, que pasaron a la clandestinidad. Se disolvieron las milicias del partido en el frente.
Andreu Nin y la mayor parte de los dirigentes del POUM fueron detenidos y secuestrados sin que las autoridades de la Generalidad de Cataluña fueran advertidas ni consultadas.[cita requerida] Seis días después de su detención, Nin es misteriosamente secuestrado. La versión oficial calumnia al POUM acusándole de ser una conexión fascista y concluye que sus raptores eran agentes de la Gestapo. El gobierno de Francisco Largo Caballero trató de resistir las presiones soviéticas para erradicar a los partidos disidentes, y en especial trató de oponerse a la ilegalización y a la represión contra el POUM. Sin embargo, la caída de Largo Caballero, en buena parte debida a los Hechos de Mayo, vino a encumbrar a un Juan Negrín menos reacio a tales maniobras, lo cual sentenció el destino del POUM.[cita requerida]

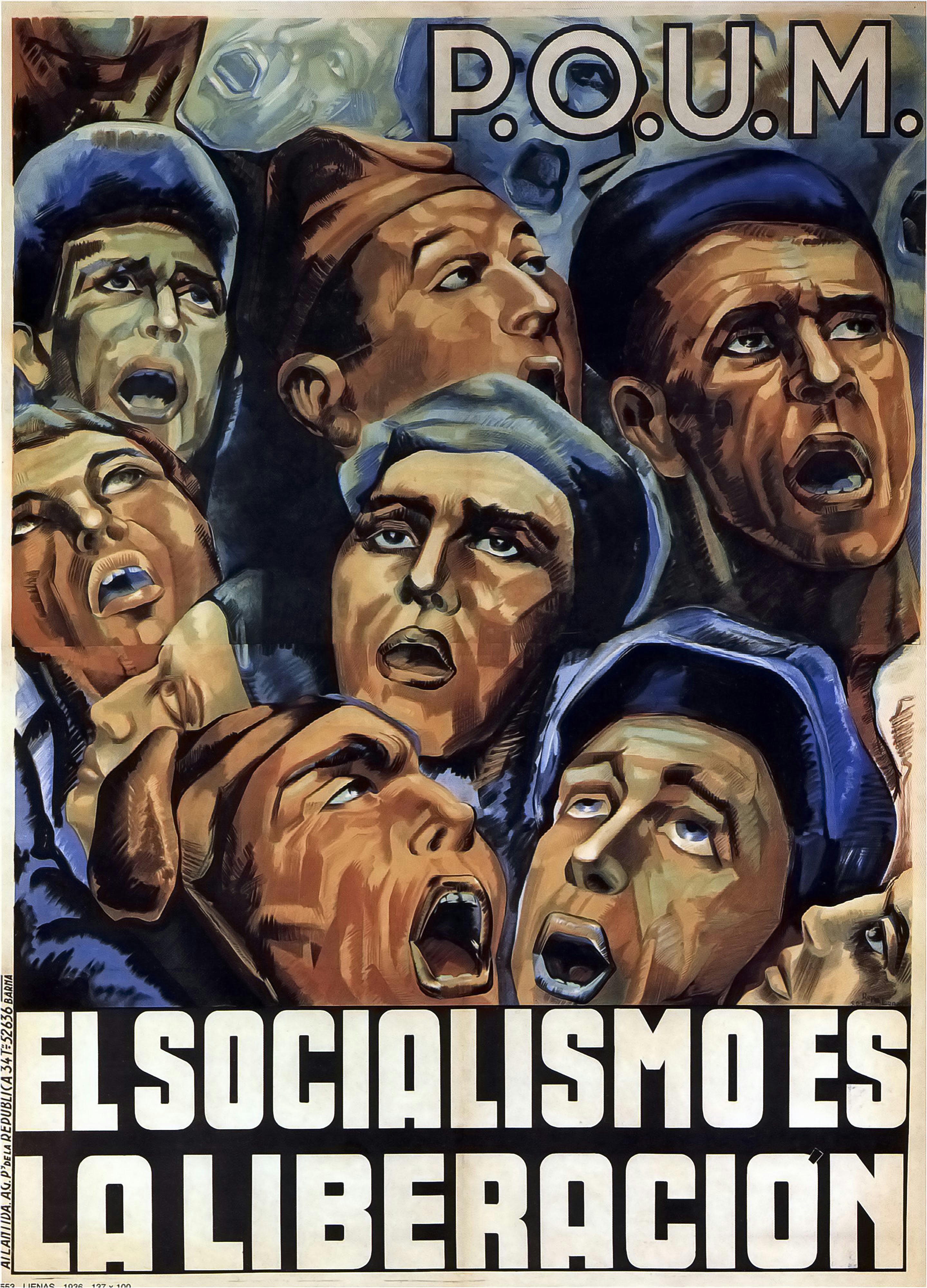
Cartel del POUM

Las primeras investigaciones, antes de ser abortadas por el Gobierno republicano, parecen indicar que el secuestro fue obra de un agente soviético del NKVD llamado Alexander Orlov con la colaboración de algunas instancias del Gobierno y la Policía. Se presume que Andreu Nin habría sido trasladado  a Valencia, luego a Madrid y finalmente a Alcalá de Henares, donde al parecer fue torturado y asesinado en un chalé propiedad de Constancia de la Mora y el aviador comunista Ignacio Hidalgo de Cisneros. El 11 de febrero de 2008 aparecen sus restos en el acuartelamiento Primo de rivera de Alcalá de Henares.
Al año siguiente, en 1938, se enjuició a varios dirigentes del partido (Arquer, Andrade, Bonet y siete más) junto al falangista y quintacolumnista Golfín. El proceso fue llevado por un Tribunal de Alta Traición, formado por cinco magistrados y presidido por el juez Iglesias Portal del Tribunal Supremo. La vista se celebró a puertas abiertas, contando los encausados con abogados de su libre elección y siendo registrado íntegramente el proceso por taquígrafos. Acudieron periodistas y observadores internacionales, entre los que se vio a la anarquista Emma Goldman. Finalmente se les condenó a prisión por "actos subversivos contra el gobierno", hechos que reconocieron los propios acusados durante la sesión; meses después, al acercarse las tropas de Franco a la cárcel donde cumplían condena, fueron puestos en libertad por el director de la misma para que no fueran represaliados, pasando seguidamente a Francia como refugiados políticos. La intervención de Largo Caballero, el catalanista Josep Tarradellas y la anarquista Federica Montseny evitaron la condena a la pena capital.[cita requerida] Para aquella época la represión previa y numerosos asesinatos habían afectado al POUM, que sobrevivió en la clandestinidad hasta el final de la guerra, pasando directamente a la lucha clandestina contra el franquismo.

#### Las acusaciones contra el POUM
Según los partidarios de Trotski, una de las tácticas utilizadas por el estalinismo en la Unión Soviética como parte de la política de erradicación de los opositores como Nikolái Bujarin, Lev Kámenev o el propio Trotski, fue asociarlos con una "conjura fascista internacional" de la cual serían meros agentes para la desestabilización de la revolución.
La misma política en España habría sido promovida por Moscú contra los anarquistas y contra el POUM. George Orwell escribe que, en vísperas de los Hechos de mayo de 1937 en Barcelona, las publicaciones en manos del gobierno habían asumido y difundido la idea con tanta naturalidad que era difícil que incluso en periódicos izquierdistas extranjeros no se pensara que el POUM era manejado desde Berlín. Esto parecía aún más evidente si se tiene en cuenta que el partido acusaba a la República, y a la prioridad de ganar la guerra, de contrarrevolucionarios. El funcionario del Komintern, Stoyán Mínev, dirigió la elaboración y edición de un libro contra el POUM, firmado bajo el seudónimo colectivo de “Max Rieger”: Espionaje en España en 1938.
El POUM fue investigado por traición, entre otras cosas por guiar al dirigente húngaro de las Brigadas Internacionales, Lukács, a una emboscada a los "nacionales" que acabó con su vida y puso en serio peligro la defensa del frente contra las tropas franquistas.

## El POUM tras el fin de la guerra civil (1939-1980)

### El POUM durante la dictadura franquista y el exilio (1939-1975)

#### Segunda Guerra Mundial (1939-1945)
Terminada la guerra civil, los dirigentes y militantes del POUM, como el resto de los demás partidos y sindicatos del bando republicano tuvieron que exiliarse. Los que no pudieron fueron detenidos, juzgados y encarcelados (y, en algunos casos, fusilados[cita requerida]), o siguieron en la clandestinidad, intentando continuar con la reorganización del partido.
Asimismo, muchos de los exiliados en el sur de Francia, fueron enviados a los campos de concentración nazis de Dachau, Mauthausen o Buchenwald por los ocupantes alemanes solo por ser "españoles rojos", cuando no por hacer propaganda de la Resistencia o por participar en ésta. A pesar de esto, el POUM siguió con sus críticas al PCE por estalinista.[cita requerida]

#### Escisiones y crisis de militancia (1945-1975)
En el año 1947, Wilebaldo Solano pasó a ser el nuevo secretario general del POUM. La Batalla volvió a editarse, en París, nueva sede del Comité Ejecutivo del partido.
Tras el fin de la Segunda Guerra Mundial, la tendencia catalanista del POUM, encabezada por Josep Rovira, se escindió del partido, uniéndose con una escisión catalanista del PSUC para formar el Moviment Socialista de Catalunya como partido nacionalista catalán y socialista. El MSC se redefiniría pronto como socialdemócrata, convirtiéndose con los años en uno de los grupos políticos fundadores del Partido Socialista de Cataluña. Una segunda escisión se produjo en la década de 1950: en el contexto de la Guerra Fría, algunos destacados militantes históricos (como Julián Gorkín, Ignacio Iglesias o Víctor Alba) abandonaron el POUM y se declararon partidarios de la socialdemocracia frente al "imperialismo soviético"; este cambio lo justificaron por la persecución sufrida desde 1937, en Francia y en España, por parte del PCE y de la URSS. Muchos de estos militantes históricos acabarían en el PSOE (caso de los mismos Gorkín e Iglesias). A estas escisiones se sumó una serie de detenciones de militantes en el interior de España, que, en la práctica, redujo al POUM a una organización de exiliados. Y el "líder carismático" superviviente del partido, Joaquín Maurín, salió de la cárcel en 1946, para marchar al exilio y permanecer alejado de la política activa, crítico tanto con el papel del PCE como con el del POUM durante la guerra. Todo esto, a pesar de que a comienzos de la década de 1970, en el contexto del "sesentayochismo" y de la aparición de movimientos socialistas "terceristas", muchos jóvenes militantes antifranquistas comenzaron a revalorizar el papel histórico del POUM.[cita requerida]

### El POUM durante la Transición (1975-1980)
Tras la muerte de Franco, y con la base de algunos de esos jóvenes militantes antifranquistas (como Pelai Pagès), el POUM intentó reconstituirse en España como un partido marxista revolucionario. Las actividades más destacadas de esos años fueron los intentos de establecer alianzas políticas con partidos de extrema izquierda en toda España.
Las discrepancias entre la generación más veterana y la más joven dan lugar a que algunos de los primeros, como Ramón Fernández Jurado, Enric Adroher y Manel Alberich, terminen convergiendo con otros grupos de izquierdas para formar el Partit Socialista de Catalunya-Congrés.

#### El cese de actividad del POUM
Sin lograr representación electoral en las primeras elecciones libres del año 1977, donde se presentó en coalición con la Liga Comunista Revolucionaria, Acción Comunista y la Organización de Izquierda Comunista, formando con dichas organizaciones el Frente por la Unidad de los Trabajadores (FUT), el POUM abandonó su actividad a comienzos de la década de los ochenta, sin llegar a disolverse.

## Memoria del POUM
El socialismo español y, sobre todo, el catalán (por vía del PSC), han reivindicado como propia la memoria del POUM. Al tiempo, los diversos grupos políticos que se reclaman herederos del PCE histórico mantienen acusaciones similares, aunque rebajadas de tono, contra el POUM a las que se le han hecho desde 1937.[cita requerida] Pero el mensaje revolucionario y democrático del partido se mantiene gracias a la Fundación Andreu Nin, que se declara continuadora del POUM. Del mismo modo, historiadores como Andrew Durgan o Pelai Pagès han publicado una serie de trabajos que han ayudado a recuperar y mantener la memoria histórica del POUM. Otro autor es George Orwell, que relata su propia experiencia durante los primeros meses de la guerra civil, en el frente de Aragón, y los sucesos del edificio de Telefónica en su libro Homenaje a Cataluña, en la película de Ken Loach Tierra y libertad el protagonista se alista en las milicias del POUM, participando en el frente de Aragón y los sucesos del edificio de Telefónica.